# Операция «Фруктовый сад»
Операция «Вне рамок» (ивр. מחוץ לקופסה‎ — «михуц ле-куфса»), известная также как операция «Фруктовый сад» (ивр. מבצע בוסתן‎, Mivtza bustan) — авианалёт израильских ВВС на предполагаемый ядерный реактор в провинции Дейр-эз-Зор в Сирии, проведенный сразу после полуночи (по местному времени) 6 сентября 2007 года.

## История
Израильское и американское правительства ввели практически полную цензуру в новостях непосредственно после атаки, цензура продолжалась семь месяцев, Израиль рассекретил операцию лишь в марте 2018 года. Белый дом и ЦРУ впоследствии подтвердили, что американская разведка также обозначила место атаки как ядерный военный объект, хотя Сирия это опровергает. Проведённое в 2009 году расследование Международного агентства по атомной энергии (МАГАТЭ) сообщило о доказательствах наличия на месте урана и графита, и пришло к выводу, что место атаки было необъявленным ядерным реактором. МАГАТЭ изначально не могло подтвердить или опровергнуть природу этого места, потому что, согласно МАГАТЭ, Сирия не смогла организовать необходимое сотрудничество с инспекторами МАГАТЭ. Сирия оспаривала эти обвинения. Почти четыре года спустя в апреле 2011 года МАГАТЭ официально подтвердила, что это место было ядерным реактором.
После атаки Израиля[уточнить], последовали консультации на высшем уровне с администрацией президента США Дж. Буша-младшего. После того как стало ясно, что США не хотят сами провести военную операцию, премьер-министр Израиля Эхуд Ольмерт решил соблюсти доктрину Бегина от 1981 года и в одностороннем порядке нанести удар для предотвращения разработки сирийского ядерного оружия, несмотря на серьёзные опасения по поводу возможного сирийского ответа на этот шаг. В отличие от предыдущего использования доктрины Бегина против Ирака, авиаудар против Сирии не вызвал международный резонанс. Главная причина этому — в том, что Израиль сохранял полное и абсолютное молчание об авиаударе, а Сирия прикрыла свою активность на месте атаки и не сотрудничала в полной мере с МАГАТЭ. Международное молчание может быть молчаливым признанием неизбежности предупреждающих атак на «подпольные ядерные программы на ранних стадиях». Если это правда, доктрина Бегина несомненно сыграла большую роль в формировании глобального восприятия этой идеи.
Согласно последовавшим после атаки новостным сообщениям, в операции принимали участие 69-й эскадрон ВВС Израиля на F-15I, F-16I и самолёт ELINT; 8 самолётов участвовали в операции и минимум 4 из них входили в воздушное пространство Сирии. Боевые самолёты были оснащены ракетами AGM-65 Maverick, 230-килограммовыми (500-фунтовыми) бомбами и внешними баками с горючим. Один доклад сообщает, что группа элитных израильских войск коммандос Шальдаг прибыла на место за день до налёта, так что они могли обозначить цель с помощью лазерных целеуказателей, в то время как более поздний доклад сообщил об участии спецназа Сайерет Маткаль в этой операции.
Данная атака послужила началом использования Израилем средств радиоэлектронной борьбы, системы электронного вооружения ВВС Израиля вывели из строя сирийские системы воздушной обороны, подавая им фальшивую картину воздушного пространства на весь период времени, в течение которого израильские военные самолёты должны были пересечь границу с Сирией, сбросить бомбы на целевой объект и вернуться обратно.

## Силы сторон

### Израиль
ВВС:
- 69-я эскадрилья ВВС Израиля: F-15Is.[13]
- 119-я и 253-я эскадрилья ВВС Израиля: F-16Is[19].
- самолёт радиоэлектронной разведки ЭЛИНТ.

ЦАХАЛ:
- Отряд специального назначения Шальдаг[13] или Сайерет Маткаль[16] для осуществления лазерного целеуказания.